# Bioglio
Bioglio ist eine italienische Gemeinde in der Provinz Biella (BI), Region Piemont.

## Lage und Einwohner
Die Gemeinde Bioglio liegt 13 km nordöstlich von der Provinzhauptstadt Biella entfernt. Zur Gemeinde gehört auch eine Bergverwaltungsinsel im Valle Sesseratal, zu der unter anderem die Cima dell'Asnas (2.039 m) gehört.
Das Gemeindegebiet umfasst eine Fläche von 17 km² und hat 913 Einwohner (Stand 31. Dezember 2023).
Die Nachbargemeinden sind Callabiana, Camandona, Mosso, Pettinengo, Piatto, Piedicavallo, Tavigliano, Ternengo, Vallanzengo, Valle Mosso, Valle San Nicolao und Veglio.

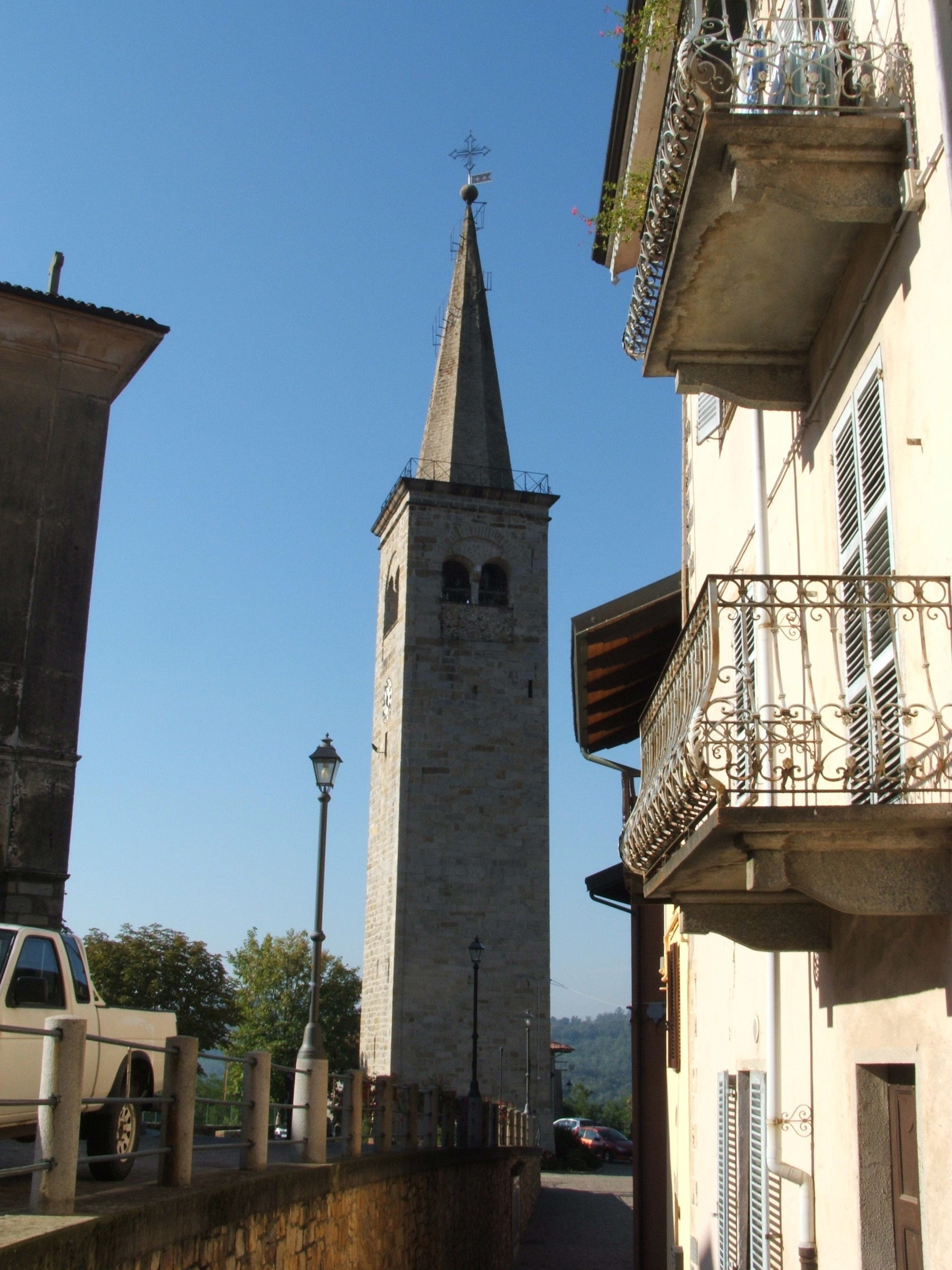
La torre campanaria